# یوسف‌آباد (جوین)
یوسف‌آباد، روستایی است از توابع بخش مرکزی و در شهرستان جوین استان خراسان رضوی ایران.

## جمعیت
این روستا در دهستان پیراکوه قرار داشته و بر اساس سرشماری سال ۱۳۸۵ جمعیت آن ۱۸۵ نفر (۶۳ خانوار)
بوده است.